# なごやか寄席
なごやか寄席（なごやかよせ）とは、東海ラジオで1974年4月15日から1999年3月23日の25年間（1977年6月～1978年3月の休止期間を除く）に渡り放送された落語の公開収録番組。東京や大阪と異なり、落語を楽しむ機会が少ない東海地区においては画期的な番組だった。最終回まで1260回が放送された。
その後、2度にわたり同名の番組枠が復活しているが、いずれも収録当時の音源を使用している。

## 番組内容
- 東西から毎週2人のベテラン落語家を招き、1人2席ずつ4回分を公開収録していた。1席当たり、約20～35分。

## 収録会場
- 第1回-第13回：名銀ホール
- 第14回-第161回：中電ホール
- 第162回-最終回：愛知県中小企業センター（現在は廃止されている）

## 番組終了後、復刻編として放送
- 番組終了後、2005年10月から毎週金曜日深夜に放送されている、ミッドナイト東海21になごやか寄席復刻編として放送された後、2007年4月からは、26:00-26:30まで2008年4月からは土曜日深夜27:00-27:30の30分間の単独番組となった。なお復刻編から、地元名古屋の大須演芸場を中心に活動をしている落語家・雷門幸福が案内人として登場していた。
  - 本格的に復刻編として放送される前に、聴取率調査週間の期間中の深夜（日曜2:15からの時間帯。普段その時間帯は、放送機器などのメンテナンス中のため放送が休止されている）に放送された。なお復刻編ではスポンサーがついていないが、復刻編が放送される前の放送では、番組を聴くリスナー層を考慮してか、高齢者向け住宅関連の団体がスポンサーだった時期もあった。

### 復刻編後の放送日時の移り変わり
- 2005年10月～2007年3月。毎週金曜日深夜「ミッドナイト東海21」26時台のワンコーナーとして放送
- 2007年4月～2007年10月。同26:00-26:30。箱番組から単独番組へ昇格。
- 2007年11月～2008年3月。毎週日曜日。20:00-20:30。本当は同年10月から同時間帯へ移行し放送する予定だったが、地元名古屋を本拠地とするプロ野球チーム･中日ドラゴンズのセ・リーグプレーオフ進出・53年ぶりの日本一とナイターシーズン編成が延長されたためである。
- 2008年4月～2009年3月。毎週土曜27:00-27:30。

## 復活・特番
- 2018年のナイターオフ（2018年10月6日-）に、東海ラジオアナウンサー（当時）の原光隆を案内役に『なごやか寄席』という番組タイトルで、毎週土曜日の17:00-18:00に放送されていた[1]。いったんナイターシーズンイン改編により、2019年3月23日を最後に放送を終了したが、同年10月のナイターオフ改編（2019年10月5日- 2020年3月7日）より、前年同様の時間帯で放送を再開していた。2020年のナイターシーズンのみ、月曜日にプロ野球ナイター中継がある場合（予備日を含む）の雨傘番組として編成されることがあった。なお、案内役は前年担当した原に代わり、村上和宏（東海ラジオアナウンサー）が担当する。
- 2020年12月17日に亡くなった林家こん平を追悼して『なごやか寄席 林家こん平特別編』が2021年1月31日に放送された。演目は「県人会」（1982年収録）、「鮑のし」（1984年収録）。
- 2021年11月30日に亡くなった名古屋出身の三遊亭圓丈を追悼して、『なごやか寄席～三遊亭 圓丈 特別編～』が2021年12月12日（日）27:00～29:00（12月13日（月）午前3:00～5:00）に特番として放送された。
- 2022年9月30日に亡くなった三遊亭円楽（6代目）を追悼して、『なごやか寄席～with urban jazz night～』が2022年12月18日（日）26:15～28:45（12月19日（月）午前2:15～4:45）に特番が放送された。

## 完全ノーカット版CDの発売
- 2009年12月上旬頃より、「東海ラジオ開局50周年記念特別企画」として、実際に放送された中から選りすぐりの10作品（CD）をインターネット販売（東海ラジオ ONLINE SHOP）を開始した。なお1度に3枚以上購入した先着50名には、特典として東海ラジオオリジナルドクターグリップペン2本と東海ラジオオリジナルタオルがプレゼントされた。（出典:[2][3]）
- また、全国のCDショップでも発売されている。

第1回（2009年12月16日発売） - 10タイトル
第2回（2010年1月20日発売） - 15タイトル
第3回（2010年2月17日発売） - 15タイトル
第4回（2010年4月21日発売） - 10タイトル

## 備考
- 基本的には上記に述べるとおり大人数が入ることができる名古屋市内のホール（例：中電ホールなど）で収録することが多かったが、例外として大学でのイベントとして収録を行ったことがあった。
- 題字・めくりなどは蒲郡市在住の橘右太治によるもの。